# Gieorgij Parszyn
Gieorgij Michajłowicz Parszyn (ros. Георгий Михайлович Паршин, ur. 10 maja?/23 maja 1916 we wsi Sietucha w obwodzie orłowskim, zm. 13 marca 1956) – radziecki lotnik wojskowy, dwukrotny Bohater Związku Radzieckiego (1944 i 1945).

## Życiorys
Pracował jako ślusarz w fabryce, w 1936 skończył szkołę lotników-instruktorów lotnictwa cywilnego w Chersoniu, później Wyższą Szkołę Spadochronową, pracował jako lotnik-instruktor w aeroklubach w Dniepropietrowsku, Czeboksarach i Groznym. Od 1941 służył w armii jako lotnik-instruktor 28 Rezerwowego Pułku Lotniczego, od stycznia 1942 uczestniczył w wojnie z Niemcami jako lotnik 65 Lotniczego Pułku Szturmowego Frontu Centralnego, od grudnia 1942 do kwietnia 1943 dowódca klucza i zastępca dowódcy eskadry 765 Lotniczego Pułku Szturmowego Frontu Północno-Kaukaskiego, w 1943 skończył kursy doskonalenia kadry oficerskiej w Lipiecku. W sierpniu 1943 został dowódcą eskadry 943 Pułku Lotnictwa Szturmowego 277 Dywizji Lotniczej Frontu Leningradzkiego, później pomocnikiem dowódcy, nawigatorem (szturmanem) i dowódcą tego pułku na Froncie Leningradzkim i 3 Froncie Białoruskim. Łącznie w czasie wojny wykonał 253 naloty bojowe na siłę żywą i technikę wroga Iłem-2. Po wojnie w stopniu majora dowodził pułkiem w Leningradzkim Okręgu Wojskowym, w 1946 został przeniesiony do rezerwy, pracował jako lotnik w dziale transportowym Ministerstwa Przemysłu Lotniczego ZSRR, a w latach 1950-1951 jako pilot doświadczalny fabryki nr 30 w Moskwie, później pilot doświadczalny instytutu naukowo-badawczego. Zginął podczas wykonywania lotu doświadczalnego Iłem-28. Został pochowany na Cmentarzu Wagańkowskim w Moskwie. Jego imieniem nazwano ulicę w Moskwie.

## Odznaczenia
- Złota Gwiazda Bohatera Związku Radzieckiego (dwukrotnie - 19 sierpnia 1944 i 19 kwietnia 1945)
- Order Lenina (1944)
- Order Czerwonego Sztandaru (czterokrotnie - 1943, 1944, 1944 i 1945)
- Order Suworowa III klasy (1945)
- Order Aleksandra Newskiego (1944)
- Order Wojny Ojczyźnianej I klasy (1943)

Oraz medale ZSRR i order zagraniczny.